# Affare georgiano

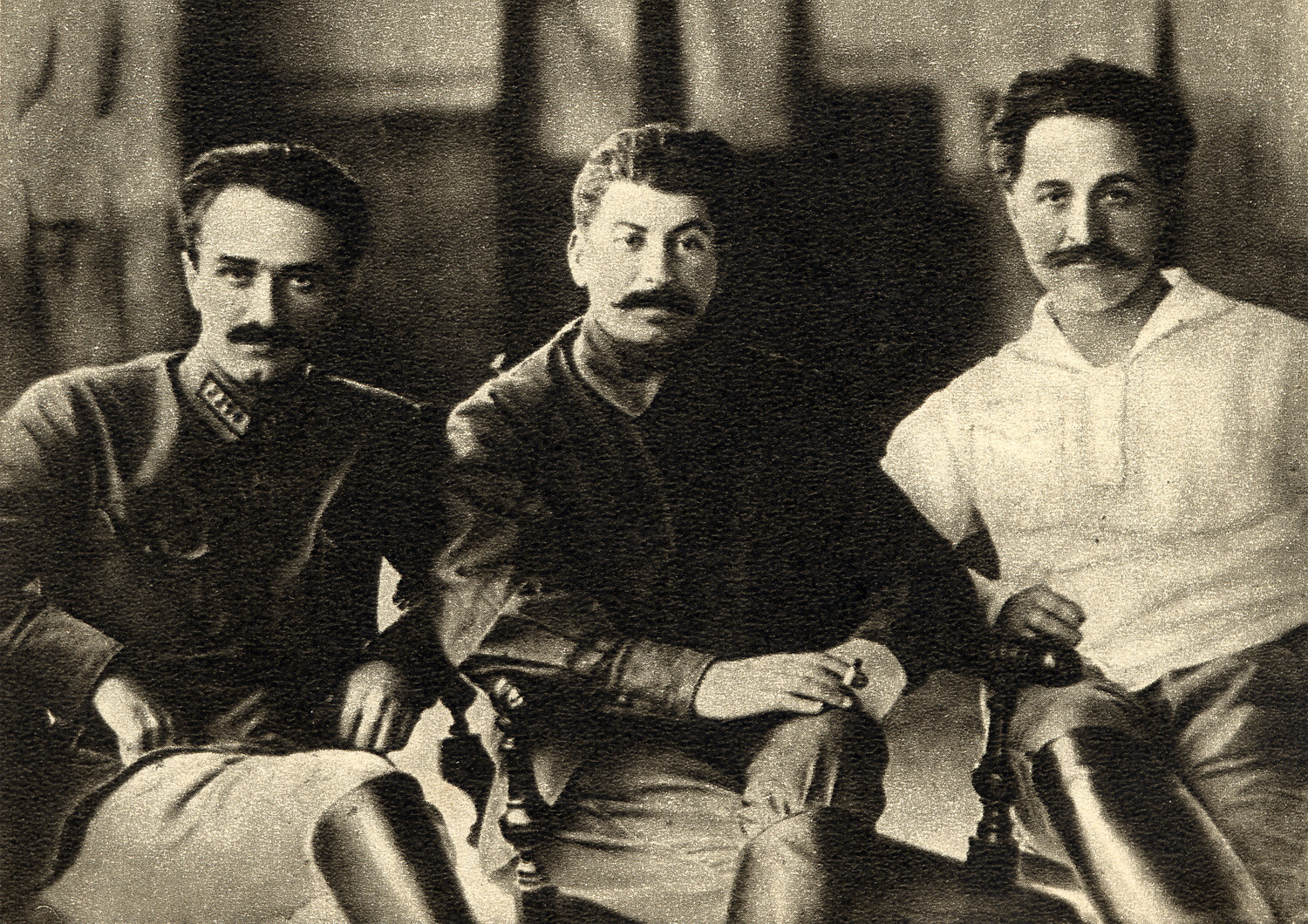
Anastas Mikoyan, Josif Stalin e Grigorij Ordžonikidze a Tbilisi nel 1925.

L'affare georgiano del 1922 (in russo: Грузинское дело) è un conflitto politico sorto all'interno del governo dell'Unione delle Repubbliche socialiste sovietiche su come la trasformazione socio-economica e politica dovesse aver luogo nella Repubblica socialista sovietica della Georgia a seguito del rovesciamento del governo menscevico del Repubblica Democratica di Georgia un anno prima. 
I georgiani bolscevichi, guidati da Philip Makharadze e Boudou Mdivani, volevano preservare l'autonomia all'interno dell'URSS, quindi uno status di repubblica federata, ma intendevano anche mantenere una certa tolleranza nei confronti dell'opposizione menscevica, una maggiore democrazia anche all'interno del partito, un approccio moderato alle riforme agrarie. Il principale punto di contesa era soprattutto l'integrazione di Georgia, Armenia e Azerbaigian in una repubblica unitaria federale, la Repubblica Federale Socialista Sovietica Transcaucasica, che fu infine sciolta nel 1936. 
Josif Stalin e Grigorij Ordžonikidze, entrambi georgiani, fecero pressione su Lenin per forzare la sovietizzazione della Georgia, definendo i comunisti georgiani come avversari "nazionalisti e deviazionisti". Al XII Congresso del Partito Comunista russo, i comunisti georgiani sono isolati. Stalin diventa sempre più influente all'interno del partito e, soprattutto dopo l'estromissione di Trockij dal potere, il Partito comunista georgiano viene definitivamente marginalizzato e "normalizzato".
La rivolta georgiana dell'agosto 1924 fu una delle conseguenze di questa vicenda, e si inserisce nel periodo del cosiddetto terrore rosso.